# Neptis nana
Neptis nana är en fjärilsart som beskrevs av Nicéville 1889. Neptis nana ingår i släktet Neptis och familjen praktfjärilar. Inga underarter finns listade i Catalogue of Life.